# Amerikaanse vlokreeft
De Amerikaanse vlokreeft (Crangonyx pseudogracilis) is een vlokreeftensoort uit de familie van de Crangonyctidae. De wetenschappelijke naam van de soort werd in 1958 voor het eerst geldig gepubliceerd door Bousfield.

## Beschrijving
Deze vlokreeftgarnaal is blauwwit van kleur, heeft goed ontwikkelde zwarte ogen en een lengte van 4 tot 7 mm. Hij is te herkennen aan zijn kenmerkende voortbewegingsgedrag, aangezien hij, in tegenstelling tot andere vlokreeften, niet op zijn zij kruipt, maar rechtop loopt als een strandvlo.

## Verspreiding
De Amerikaanse vlokreeft is een solitair levende zoetwatervlokreeft. Het werd beschreven vanuit Ontario in Canada en is inheems in Oost-Noord-Amerika. Het werd geïntroduceerd in getijdengebieden van de Columbia-rivier (Washington/Oregon) en zoetwatergebieden van Californië en Europa (Ierland tot Portugal). Het is met opzet in sommige gebieden geïntroduceerd als voedselbron voor vijver- en meervissen. Andere mogelijke vectoren zijn recreatieboten, sierwaterplanten en kanalen (in Europa). Er zijn geen gerapporteerde ecologische of economische effecten voor deze soort.